# St. Jakob, Volšperk
St. Jakob je naselje v Občini Volšperk v Okraju Volšperk na Koroškem v Avstriji.